# Misumenoides vigilans
Misumenoides vigilans är en spindelart som först beskrevs av O. Pickard-Cambridge 1890.  Misumenoides vigilans ingår i släktet Misumenoides och familjen krabbspindlar.
Artens utbredningsområde är Guatemala. Inga underarter finns listade i Catalogue of Life.